# Frank Kelly (Mathematiker)

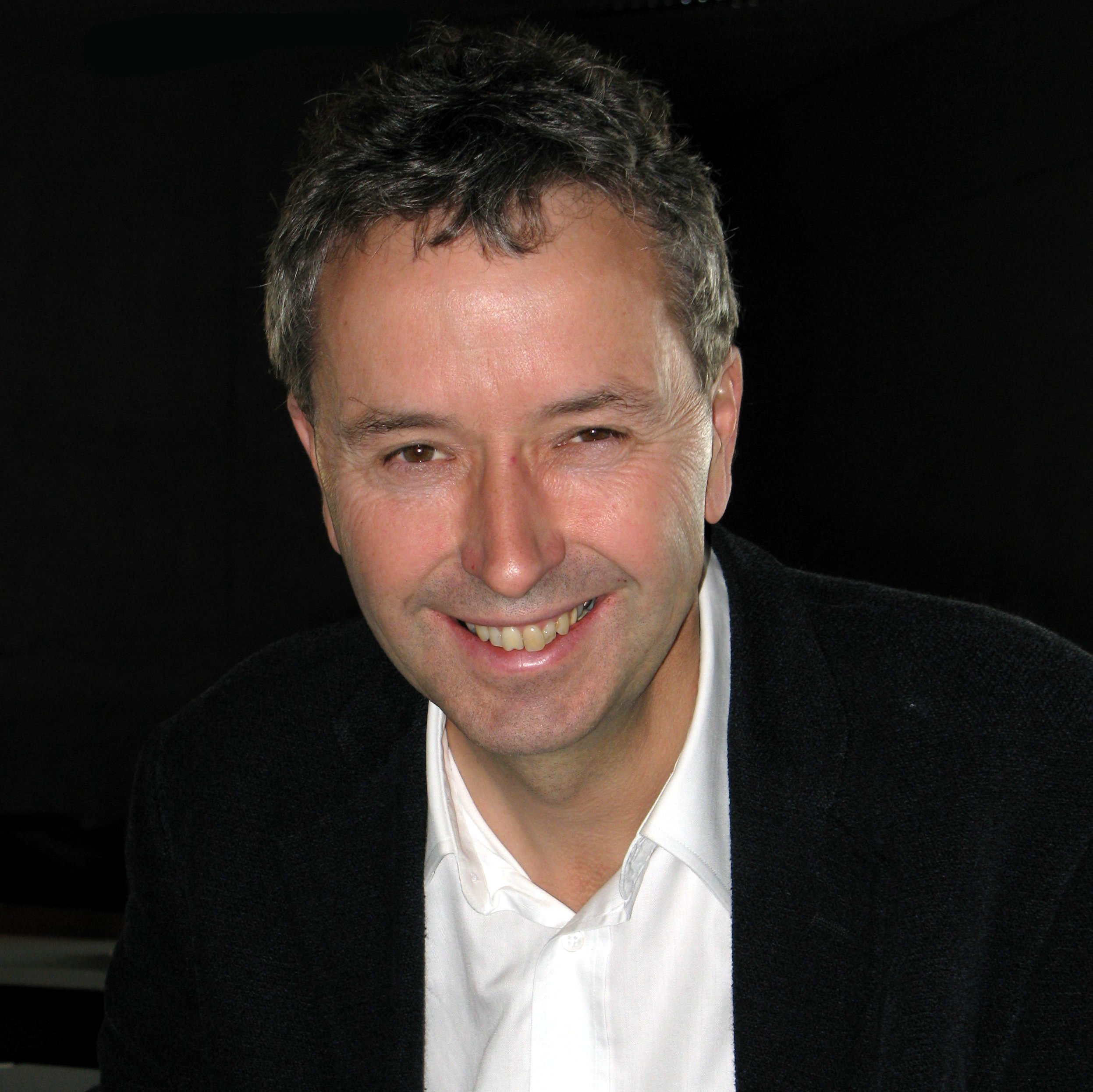
Frank Kelly (2007)

Francis Patrick „Frank“ Kelly CBE (* 28. Dezember 1950) ist ein britischer Stochastiker.

## Ausbildung und Karriere
Kelly wurde 1976 an der Universität Cambridge bei Peter Whittle promoviert (The Equilibrium Behaviour of Stochastic Models of Interaction and Flow). 1976 wurde er Fellow des Christ’s College und war dort Tutor. Er ist Professor für Mathematik der Systeme in Cambridge und war dort Direktor des Statistical Laboratory. 2006 wurde er Master des Christ’s College.
2001/02 war er Gastprofessor an der Stanford University. Er gehört zu den Trustees von RAND Europe. 2010 bis 2013 stand er dem britischen Council for the Mathematical Sciences vor.

## Forschung
Er befasst sich mit Zufallsprozessen, Optimierung, Wirtschaftsmathematik und großen Netzwerken in Kommunikation und Transport, unter anderem dynamisches Routing und Ressourcenallokation in Kommunikationsnetzwerken wie dem Internet. In den 1980er Jahren entwickelte er mit Kollegen aus Cambridge und der Forschungslaboratorien der British Telecom das in britischen digitalen Telefonnetzwerken implementierte dynamische Routing-System. 2003 bis 2006 war er leitender wissenschaftlicher Berater des britischen Transport-Departments. Seine Arbeit fand Eingang in den Entwurf von Internetprotokollen und den Entwurf von Telekommunikationsnetzwerken zum Beispiel beim Cloud Computing und den TCP-Entwurf von Apples iOS 7 von 2013.

## Preise und Ehrungen
- 1979: Rollo-Davidson-Preis
- 1989: Royal Statistical Society
- 1989 Fellow der Royal Society.
- 1991: Frederick-W.-Lanchester-Preis[2]
- 1997: Naylor-Preis
- 2001: Ehrendoktor der Heriot-Watt University
- 2008: John-von-Neumann-Theorie-Preis
- 2009: EURO Gold Medal[3]
- 2012: Aufnahme in die National Academy of Engineering
- 2013: CBE
- 2015: IEEE Alexander Graham Bell Medal
- 2015: David Crighton Medal[4]